# 濃縮版!ミックスパイあげます
『濃縮版!ミックスパイあげます』（のうしゅくばん ミックスパイあげます）は、1994年4月2日から1995年10月28日まで中部日本放送で放送されていたバラエティ番組・再放送番組。

## 概要
当時平日夕方に放送されていた帯番組『ミックスパイください』の姉妹番組で、ミックスパイ本編で放送された様々な名場面・珍場面をVTRカットし、それらをダイジェストにして再放送していた。司会は、ミックスパイ本編にも出演していた鉄崎幹人が担当。鉄崎は名古屋市内の公園などで視聴者から届いたお便りを読み上げつつ、本編の様々な名場面・珍場面を紹介するという役割を担っていた。
番組はミックスパイ本編で実際に放送されたシーンのほか、屋外ロケコーナーの収録中にコーナー担当者が出したNGシーンや、CM入り中にスタジオで行われていたレギュラー同士のやり取りなど、本編では常にカットされていた番組制作過程の未公開映像も公開していた。また、本編の放送終了直後には毎回スタジオレギュラー陣による楽屋オチトークの収録が行われていたが、それらは全てこの番組の中で公開されていた。半ば恒例化していた楽屋オチトークの例として、月曜放送分終了後の「紀子の東京通信 partxx」（xxには各回のナンバリングが入る）がある。
この番組は、「普段ミックスパイを見ることができないお父さんのための番組」を企画・制作のコンセプトに掲げていた。しかし、実際に番組に届くお便りは、普段からミックスパイ本編も視聴している若い女性や主婦からのものが殆どだった。また、ミックスパイ本編ではタイトルコールの直後とエンディングの「あすの星占い」の直後に提供クレジットが入っていたが、この番組には提供クレジットの表示が無かった。

## 放送時間
いずれも日本標準時。
- 土曜 24:55 - 25:50 （1994年4月2日 - 1995年3月18日）
- 土曜 25:25 - 26:20 （1995年4月1日 - 1995年9月30日） - 『COUNT DOWN TV』の放送開始に伴い、以後は30分遅れで放送。
- 土曜 25:55 - 26:50 （1995年10月7日 - 1995年10月28日） - 『ランク王国』の放送開始に伴い、さらに30分遅れで放送。

## スタッフ
エンディングのスタッフロールではこれらのほかに、放送したダイジェストVTRの元ネタ企画を担当したディレクターの名前も表示していた。
- ナレーション - 鉄崎“アンチョビ”幹人
- 編集 - 亀井“ドクター”彰一
- ディレクター - 影山“ディズニー”宣明
- ミックスパイ総合プロデューサー - 大庭“ワイハー”卓也
- 製作・著作 - CBC

## 主な放送内容
鉄さまのおたよりコーナー
視聴者が司会の鉄崎宛てに送った小さな疑問・質問ハガキに対し、鉄崎本人がその日のロケ先で回答していたコーナー。このコーナーは毎回オープニングの直後に行われていた。
今夜のメニュー
番組冒頭で鉄崎がその日の放送内容を簡単に説明していたコーナー。
ミックスピャーの謎
視聴者がミックスパイ本編を見ていて思った小さな疑問・質問ハガキに対し、鉄崎がその日のロケ先で回答していたコーナー。
濃縮版!ミックスパイ プレゼントのお知らせ
番組のラストで行われていた視聴者プレゼントコーナー。このコーナーで視聴者からの応募ハガキを抽選で引き当てる役は、毎回一般からの参加者たちが担当していた。番組はこの役を引き受けてくれる人物を「抽選やります」という係名にて募集していた。

## テーマ曲

### オープニングテーマ
- EAST SIDE （本多俊之） - ミックスパイ本編のオープニングテーマでもある。

### エンディングテーマ
- DA.GA.NE （CHUBU END x SATOMI from NAGOYA）[2] - 鉄崎も歌唱に参加している曲。
- 旅に出よう! （paris blue）[3]